# Байкал (авіакомпанія)
Байкал — колишня авіакомпанія утворена на базі Іркутського об'єднаного авіазагону в 1991 році. Проіснувала до 2001 року. Виконувала рейси з Іркутська в Москву, Японію і Китай, а також чартерні рейси. Експлуатувала літаки: Боїнг 757, Ту-154, Іл-76, Ан-26, Ан-24, Ан-12.
Припинила діяльність у 2001.
3 січня 1994 року літак Ту-154 авіакомпанії зазнав катастрофи під Іркутськом, в якій загинули 125 осіб, що знаходилися на борту і одна людина на землі.